# 산디 크리주만
산디 크리주만(크로아티아어: Sandi Križman, 1989년 9월 10일 ~ )은 크로아티아의 축구 선수로 포지션은 미드필더이다.

## 선수 경력

### 전남 드래곤즈
2014년에 K리그 클래식의 전남 드래곤즈에 입단하였다. K리그 등록명은 크리즈만이었다.